# Канжа де галинья
Канжа де галинья (порт. Canja de galinha, «куриный суп»), или просто canja, является популярным куриным супом португальской, бразильской и кухни Кабо-Верде. В португальском курином супе рис гораздо более проварен, чем в большинстве западных рецептов куриного супа, но он не разварен, как в азиатских.

## Происхождение
Считается, что канжа происходит из Китая, от блюда конджи. Китайский конджи может содержать много разных ингредиентов и его часто даже едят на завтрак. Однако самым традиционным вариантом является именно куриный конджи, практически идентичный португальскому супу, который также употребляется для выздоровления от болезней, как и в Португалии. Весьма вероятно, что куриный суп был привезен португальцами из Китая именно из-за его целебных свойств.
Версия Гарсии да Орты указывает на его индийское происхождение. В 1492 году в порту Кожикоде на Малабарском побережье высадился Васко да Гама, где португальцы и могли познакомиться с этим блюдом, к которому они добавили курицу.

## Португалия
Основные ингредиенты включают курицу и, как правило, небольшие макаронные изделия (например, макароны с алфавитом, макароны певиде) или иногда рис. Обычными ингредиентами являются морковь, яйца, оливковое масло, мята, шафран, гвоздика, белый перец, соль и перец. Обычно к нему добавляют ломтики португальского броа (кукурузного хлеба) для макания.

## Бразилия
В бразильском рецепте от гриппа используются целые кусочки курицы с большим количеством костей, обжаренные в очень лёгком соусе рефогадо с использованием одного раздавленного зубчика чеснока (обжаренный в растительном масле до золотистого цвета, но никогда не пережаренный), рис и овощи (обычно только картофель и морковь, очень мелкими кубиками, редко, но добавляются очищенные помидоры), сваренные в бульоне, с петрушкой и зелёным луком. Как правило, приправы не используются, кроме небольшого количества соли, обжаренного чеснока и лука (добавляются перед процессом варки), чёрного перца, петрушки и зелёного лука. Допускается лимонный сок и листья мяты.

## Употребление
Канжа де галинья обычно употребляют бразильцы, португальцы и жители Кабо-Верде, когда они простужены. В Португалии, Кабо-Верде и Бразилии широко распространено мнение, что этот куриный суп помогает человеку преодолеть простуду, проблемы с пищеварением и другие легкие формы болезни. В Кабо-Верде канжу иногда подают после похорон в доме покойного, возможно, потому, что она «успокаивает» сердце. Его также подают в этой стране по особым случаям, таким как канун Нового года, дни рождения и другие особые семейные события.
Поскольку суп канжа де галинья очень простой и лёгкий, его часто употребляют перед основным блюдом, а также перед поздним ужином.